# Palmolive

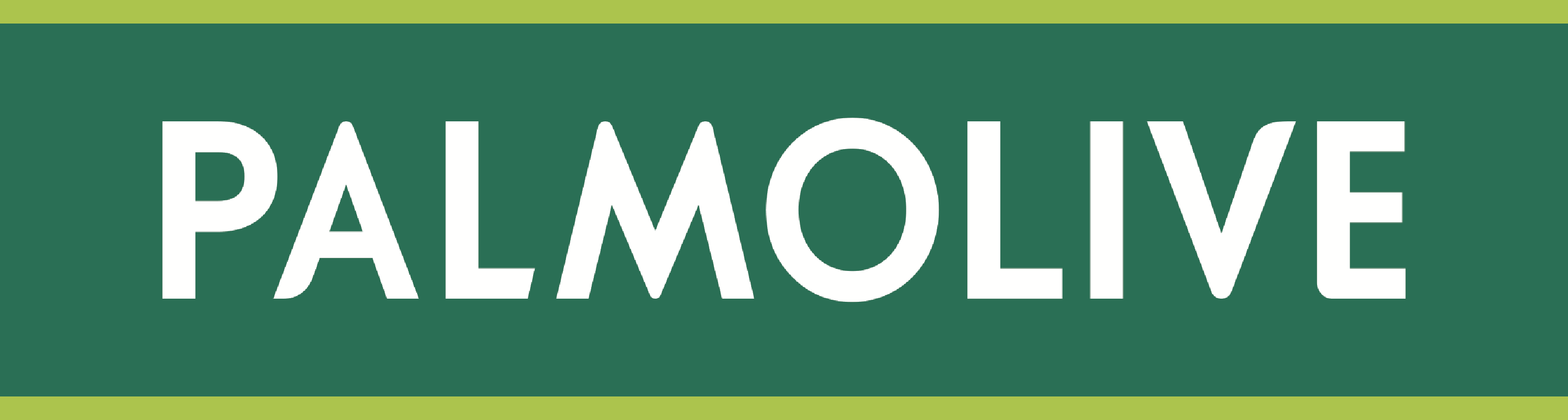
Logo marki

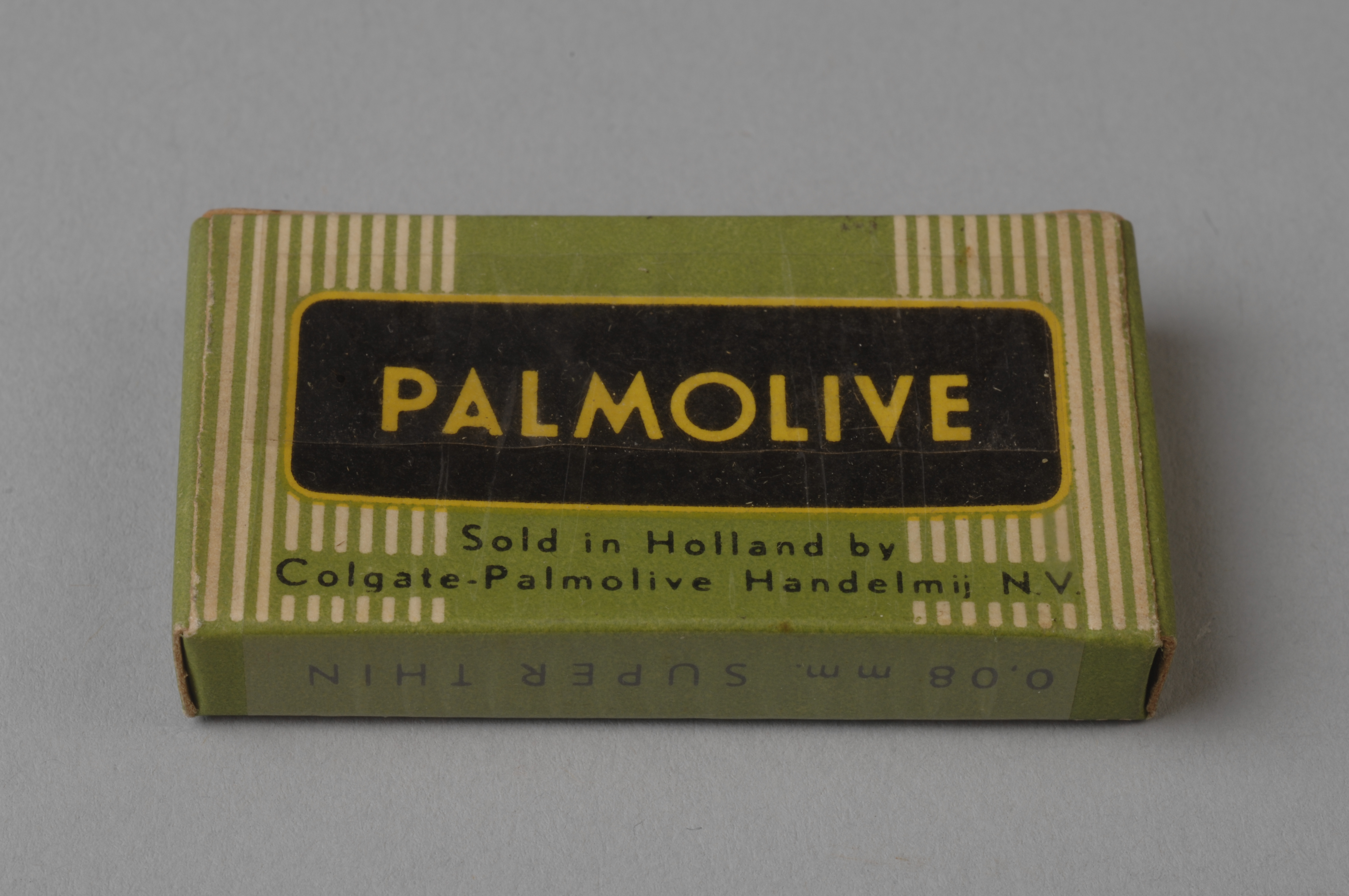
Opakowanie kostki mydła Palmolive, 1920–1960 r.

Palmolive – marka mydła oraz innych produktów kosmetycznych i środków czystości należąca do amerykańskiego koncernu Colgate-Palmolive Company. Produkty tej marki sprzedawane są w 88 krajach świata.
Marka stworzona została w czerwcu 1899 roku przez B. J. Johnson Soap Company (zał. 1864) z siedzibą w Milwaukee, w stanie Wisconsin. Pierwotnie pod marką sprzedawane były kostki mydła toaletowego, głównymi składnikami którego były olej palmowy i oliwa z oliwek (do nich nawiązuje nazwa marki); pomocniczym składnikiem było masło kakaowe. Mydło wyróżniało się od wielu konkurencyjnych produktów niższą zasadowością, przez co było łagodniejsze dla skóry. Charakterystyczną cechą mydła był jego oliwkowozielony kolor.
Przez pierwszych trzynaście lat marka Palmolive nie odnosiła sukcesów na mocno nasyconym amerykańskim rynku mydlanym; jej rozpoznawalność wśród konsumentów oraz dostępność w sklepach była znikoma. Sytuację odmieniła szeroko zakrojona kampania marketingowa zapoczątkowana w 1911 roku, w której podkreślano egzotyczność składników mydła oraz fakt, że były one wykorzystywane do higieny osobistej już w starożytności. Istotnym elementem reklamy były wykorzystane w nich motywy nawiązujące do starożytnego Egiptu, w tym m.in. wizerunek Kleopatry, korzystającej z preparatów o składzie podobnym do mydła Palmolive. W ciągu roku od rozpoczęcia kampanii, mydło Palmolive dostępne było w większości drogerii w Stanach Zjednoczonych. W 1913 roku marka wprowadzona została na rynek brytyjski.
Gama produktów marki Palmolive rozszerzona została o krem do oczyszczania twarzy (1910), szampon (1912), puder do twarzy, talk, krem pod makijaż (1915) i szminkę (1917). Od 1966 roku pod marką tą sprzedawany jest płyn do mycia naczyń.
Sukces komercyjny marki Palmolive był przyczyną zmiany nazwy produkującego go przedsiębiorstwa na Palmolive Company w 1917 roku. W wyniku połączenia ze spółkami Peet Brothers (1926) i Colgate (1928) utworzone zostało przedsiębiorstwo Colgate-Palmolive-Peet, od 1953 roku noszące nazwę Colgate-Palmolive Company. Pozostaje ono właścicielem marki Palmolive do dziś. 
Początkowo całość produkcji odbywała się w fabryce w Milwaukee, która działała do 1934 roku. W 1916 roku otwarto drugi zakład produkcyjny w Berkeley, w Kalifornii. W 1917 roku produkcję podjęto także w Toronto (Kanada), a w 1923 roku w Sydney (Australia). Współcześnie Colgate-Palmolive Company prowadzi produkcję kosmetyków i środków czystości, m.in. tych sprzedawanych pod marką Palmolive, w kilkunastu lub kilkudziesięciu zakładach w różnych krajach świata.